# ذوبل النفل
ذَوبَل النَّفَل هو أحد مسببات الأمراض النباتية التي تصيب النفل من جنس ذوبل. يركب صفحاتها العليا فيعطبها ويؤذيها. مظهره الخارجي بقع صغيرة مستديرة صفراء ثم حنطية تركب نصل الأوراق فتعطبه وتسبب يباسه. يكافح باحتشاش النفل الموصوم حتى لو كان قبل أوانه.